# 9757 Felixdejager
9757 Felixdejager este un asteroid din centura principală de asteroizi.

## Descriere
9757 Felixdejager este un asteroid din centura principală de asteroizi. A fost descoperit pe 8 aprilie 1991 la Observatorul La Silla de Eric Walter Elst. El prezintă o orbită caracterizată de o semiaxă mare de 2,90 ua, o excentricitate de 0,06 și o înclinație de 0,9° în raport cu ecliptica.